# Clark (Missouri)
Clark és una població dels Estats Units a l'estat de Missouri. Segons el cens del 2000 tenia 275 habitants.

## Demografia
Segons el cens del 2000, Clark tenia 275 habitants, 103 habitatges, i 71 famílies. La densitat de població era de 461,6 habitants per km².
Dels 103 habitatges en un 37,9% hi vivien nens de menys de 18 anys, en un 59,2% hi vivien parelles casades, en un 8,7% dones solteres, i en un 30,1% no eren unitats familiars. En el 27,2% dels habitatges hi vivien persones soles el 10,7% de les quals corresponia a persones de 65 anys o més que vivien soles. El nombre mitjà de persones vivint en cada habitatge era de 2,67 i el nombre mitjà de persones que vivien en cada família era de 3,22.
Per edats la població es repartia de la següent manera: un 29,8% tenia menys de 18 anys, un 9,8% entre 18 i 24, un 29,8% entre 25 i 44, un 19,6% de 45 a 60 i un 10,9% 65 anys o més.
L'edat mediana era de 33 anys. Per cada 100 dones de 18 o més anys hi havia 83,8 homes.
La renda mediana per habitatge era de 31.875 $ i la renda mediana per família de 34.167 $. Els homes tenien una renda mediana de 25.500 $ mentre que les dones 17.500 $. La renda per capita de la població era d'11.704 $. Entorn del 14,3% de les famílies i el 18,8% de la població estaven per davall del llindar de pobresa.

## Poblacions més properes
El següent diagrama mostra les poblacions més properes.